# Nellie A. Brown
Nellie Adalesa Brown (1876 – 1956) è stata una botanica e fitopatologa statunitense.

## Biografia
La Brown si laureò in Botanica presso l'Università del Michigan.
Mentre stava effettuando del lavoro postlaurea presso l'Università della California, la Brown divenne membro del Torrey Botanical Club.
Dopo aver insegnato Scienze in scuole superiori del Michigan e della Florida per 5 anni, dal 1906 al 1910, la Brown fu ricercatrice in Patologia delle piante presso la sezione di Industria delle piante del Dipartimento dell'Agricoltura degli Stati Uniti d'America.
La Brown fu nominata poi assistente patologo delle piante nel 1910, incarico che tenne sino al 1925, e comparve come secondo autore di due studi fondamentali sulle galle del colletto diretti da Erwin Frink Smith nel 1911 e nel 1912.
Tra il 1915 e il 1918 intraprese lo studio delle malattie batteriche della lattuga, pubblicando poi da sola i risultati delle sue ricerche.
Nel 1924 eseguì ricerche sul tumore del fusto del melo, che differenziò dalle galle del colletto.
Alla metà degli anni Venti del XX secolo, la Brown fu promossa patologa associata, posizione che mantenne fino al 1941, quando andò in pensione.

## Attività scientifica
Gran parte della sua attività di ricerca si concentrò sulla Patologia vegetale. Mentre lavorava assieme a Charles Orrin Townsend come assistente di Erwin Frink Smith, nel 1907 la Brown e i suoi colleghi descrissero Agrobacterium tumefaciens, il microrganismo responsabile della galla del colletto.
Il gruppo di ricerca individuò anche metodi per la mitigazione degli effetti di questo microrganismo.